# Abattage du cheval
L'abattage du cheval est l'acte de mettre à mort un cheval, quelles qu'en soient les raisons. Longtemps ritualisé, il s'inscrivait dans un cadre religieux et cultuel. Les chevaux sont désormais abattus pour un motif économique, parce qu'ils présentent un caractère inapproprié pour l'activité que recherche leur propriétaire, pour réduire la population d'un troupeau sauvage, ou pour abréger leurs souffrances (en cas de maladie ou blessure grave comme une fracture). Différents outils existent, dont le pistolet d'abattage et le fusil, souvent employé au Canada et aux États-Unis. Ensuite, la consommation de la viande du cheval peut être envisagée.
L'abattage des chevaux pour leur viande fait débat dans les pays occidentaux, leurs propriétaires considérant très souvent le cheval comme un animal de compagnie. De nombreux abattages de chevaux génèrent une souffrance animale considérable, comme l'ont démontré des vidéos tournées en caméra cachée par des associations de protection animale dans toute l'Europe et les Amériques.

## Histoire
L'abattage des chevaux est une pratique ancienne. Aux IVe et Ve siècles, l'abattage et la découpe du cheval en Europe sont des pratiques « marginales et singulières », mais elles sont associées à un ensemble de rites que l'Église souhaite combattre. L'abattage de chevaux et l'hippophagie sont longtemps interdits par les autorités chrétiennes, vraisemblablement à cause du mode d'abattage rituel païen. Les chercheurs ne s'accordent pas sur les motifs, certains estiment que l'interdit repose sur la volonté de lutte contre les rituels de sacrifice du cheval, d'autres que seule l'association entre le sacrifice et la consommation était visée. Le Concile d'Orléans (533), le concile de Reims (630) et le concile de Leptines (743) interdisent aux Chrétiens de consommer la viande d'animaux immolés, sacrifiés dans des rites païens, ou étouffés.
L'hippophagie est progressivement ré-officialisée dans certains pays occidentaux au XIXe siècle, mais l'abattage continue de poser problème. Le droit de tuer un équidé, animal utilitaire, revient régulièrement dans les débats sociétaux de l'époque.
Les chevaux destinés à la consommation de viande sont alors saignés vivants, ainsi que le montre Le Sang des bêtes, un film documentaire court-métrage de 1949, écrit et réalisé par Georges Franju, à propos des abattoirs de Vaugirard. L'étourdissement préalable avec un pistolet à projectile captif est imposé en 1974 en France. L'abattage des chevaux y a beaucoup diminué depuis le milieu du XXe siècle, ce qui représente une exception parmi l'évolution de l'abattage des animaux de boucherie. Alors que le nombre global d'animaux abattus est passé de 815 millions en 1983 à 955 millions en 1991, le nombre d'équidés tués sur la même période a chuté de moitié (96 000 en 1983, pour 48 000 en 1991). D'après Estiva Reus, cette baisse est due à « la pression conjointe de trois facteurs : l'image d'animal-compagnon dont jouit le cheval, la faiblesse des intérêts économiques en jeu, et les campagnes menées par la défense animale, révélant l'atrocité du transport des chevaux importés d'Europe de l'Est ».
Abattages de chevaux et consommation de viande de cheval (T.E.C.) en France.
- Abattages
- Consommation

La fraude à la viande de cheval de 2013 conduit l'État français à durcir les règles d'abattage pour les chevaux le 30 octobre, notamment en rendant obligatoire la présentation du feuillet médicamenteux. Le nombre d'abattages a fortement diminué en 2014, de l'ordre de 17 %[réf. nécessaire]. La tendance est à la baisse, en particulier chez les professionnels car cela donne une mauvaise image auprès de leur clientèle. Désormais (2015), la quasi-totalité des propriétaires de chevaux particuliers refuse l'abattage.

## Raisons d'abattage et répartition

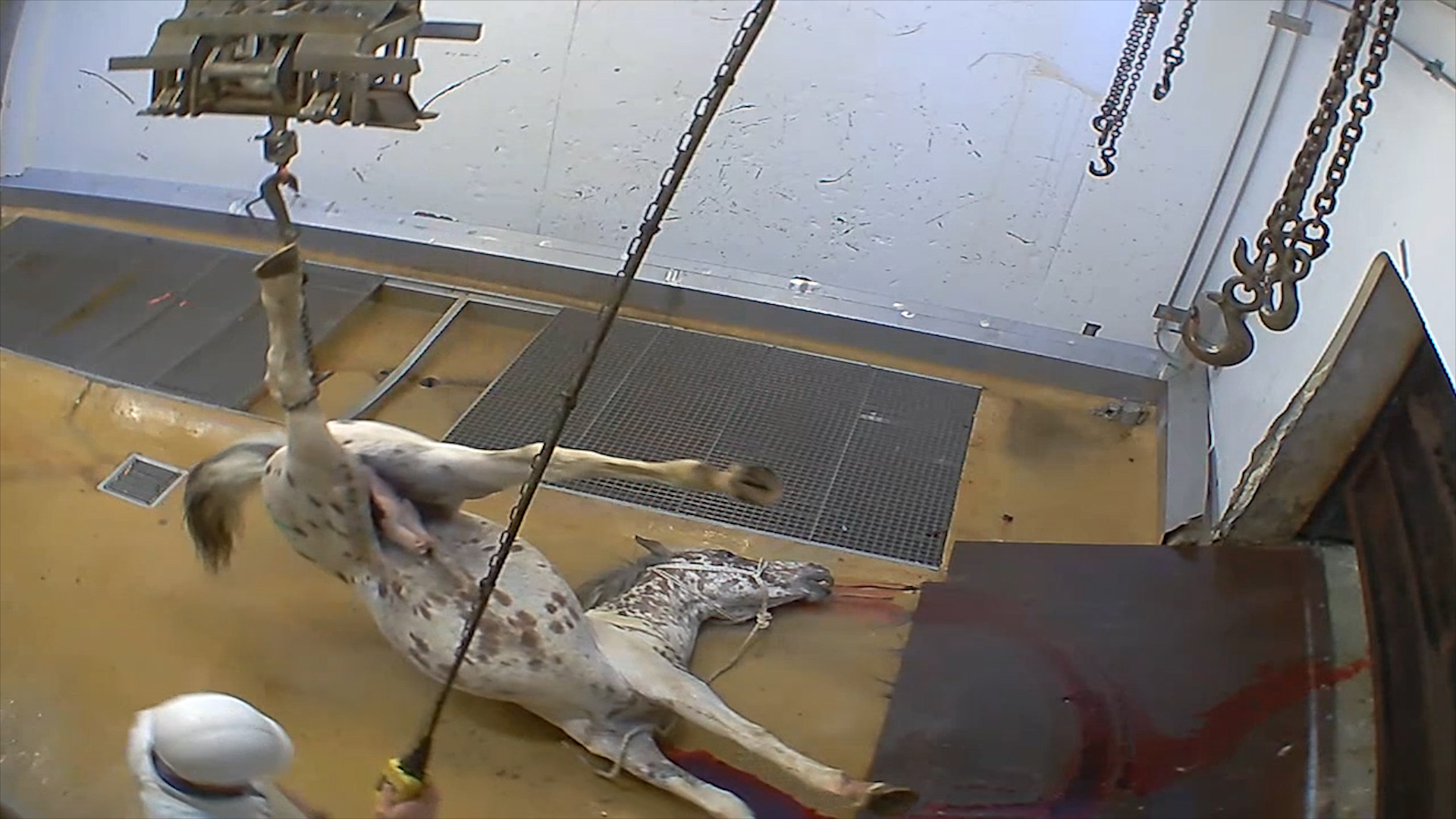
Abattage d'un cheval de robe léopard à Alès en 2015.

Dans les pays occidentaux, environ 66 % des jeunes (2 à 7 ans) chevaux de sport et de loisir qui sont abattus le sont à cause d'un comportement inadapté à l'activité recherchée. Il peut aussi s'agir de raisons financières, en 2012, 2 800 chevaux Lusitaniens ont été abattus au Portugal car leurs propriétaires ne parvenaient pas à les vendre et n'avaient plus les moyens de les entretenir. En Espagne, cette crise a des effets très négatifs sur l'élevage du Pure race espagnole. Certains propriétaires n'ont plus les moyens de garantir le minimum vital de leurs chevaux. L'Andalousie est particulièrement touchée par ces difficultés financières, de nombreux propriétaires se séparant de leurs animaux à des prix très bas pour qu'ils soient abattus.
En 2014, à l'échelle mondiale, 4,8 millions d'équidés ont été abattus, dont 41 % en Amérique du Nord et 24 % en Asie.

### Chevaux de course
Bon nombre de chevaux abattus dans les pays occidentaux proviennent de la filière des courses, il s'agit d'animaux non-rentables à cause de leurs performances. En France en 2014, 52 % des chevaux abattus proviennent de la filière des courses. Aux États-Unis début 2016, 100 000 chevaux de course sont abattus dans les pays voisins (Canada et Mexique) chaque année.

## Méthodes d'abattage

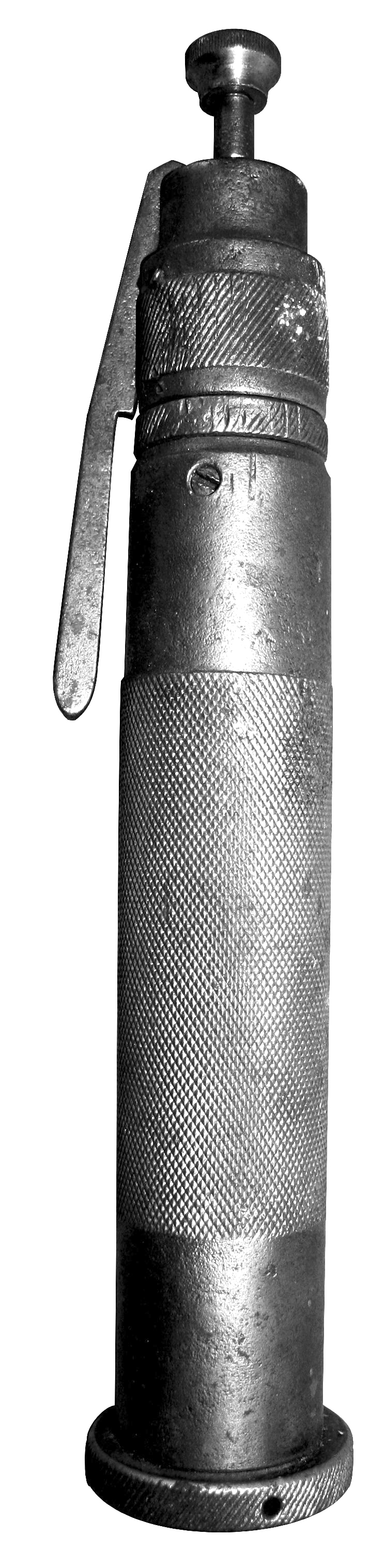
Pistolet d'abattage (ici modèle à projectile captif).

En Europe, l'abattage d'un cheval est interdit en dehors d'un abattoir depuis 1993. Les conditions d'abattage des chevaux destinés à la consommation ont évolué. Dans la plupart des pays industrialisés, leur mise à mort est similaire à celle des bovins. L'animal débarqué dans un abattoir est enfermé dans une cage close nommée piège de tuerie. Il reçoit une balle dans le cerveau, balle tirée par un pistolet d'abattage (soit à projectile captif, soit à projectile libre), dans le but de l'étourdir et de le rendre inconscient avant la saignée. D'après la FAO, l'étourdissement par coup direct (avec une massue ou un merlin) se révèle efficace pour les chevaux, car les os de leur crâne sont plus fins que ceux des bovins. Par contre, l'abattage par tir d'une balle libre est déconseillé car, malgré son efficacité, cette méthode est dangereuse.
Au Royaume-Uni, la tige perforante est rarement utilisée et les chevaux sont généralement tués d'une balle libre. Les animaux assommés (ou tués) sont ensuite suspendus par un membre arrière accroché à une chaîne, et vidés de leur sang par une saignée réalisée en leur coupant la veine jugulaire ou l'artère carotide alors qu'ils sont suspendus, la tête en bas. Les battements du cœur permettent en principe une saignée rapide qui mène à la mort du cheval. Lorsque celui-ci n'a plus de gestes nerveux, les membres antérieurs sont coupés, le cuir est ôté, les abats blancs et les abats rouges retirés. La carcasse est pesée moins d'une heure après la saignée, puis transformée. Le règlement CE 853/2004 est censé garantir un certain nombre de règles pour le respect du bien-être animal.
Dans les pays à tradition pastorale ou nomade, l'abattage du cheval peut s'effectuer de manière traditionnelle par des bouchers qui se déplacent chez les éleveurs, l'animal étant immobilisé et tué sur son lieu d'élevage.

## Débat éthique

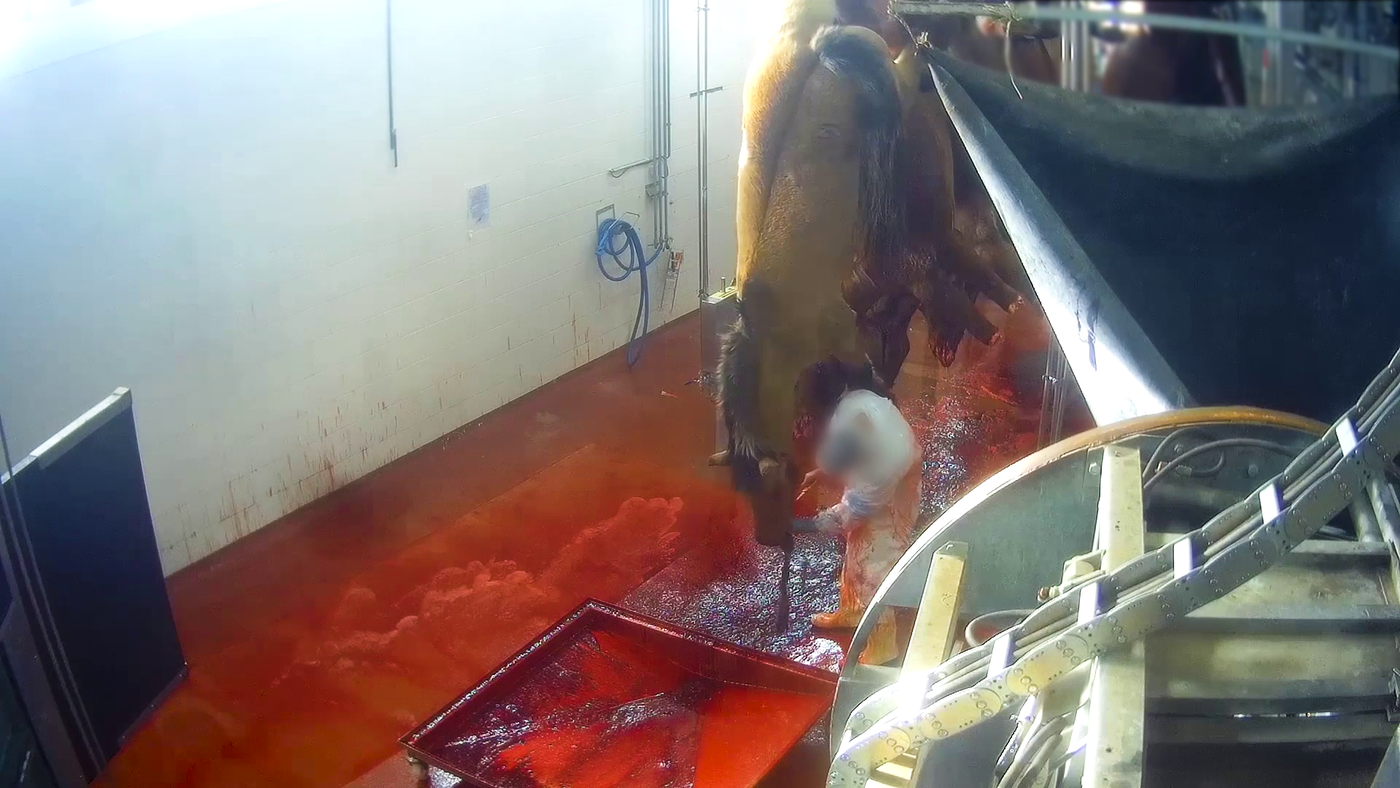
Découpe du museau d'un cheval de race Fjord à l'abattoir d'Équevillon.

Les professionnels de la viande chevaline affirment que leur filière s'engage en faveur du bien-être animal pendant l'abattage. Les conditions d'abattage des chevaux sont toutefois régulièrement dénoncées par les associations de protection animale, aussi bien en France qu'au Canada, au Mexique, en Belgique ou aux Pays-Bas. Toutes ont constaté de nombreux abus lors d'enquêtes commanditées ces dernières années, tels que des animaux reprenant conscience avant la saignée, ce qui induit pour eux une très grande souffrance. En France, en octobre 2015, l'association L214 filme l'abattage des chevaux à l'abattoir d'Alès, révélant de graves manquements à la réglementation sanitaire et à celle du bien-être animal. Pour l'occasion, un vétérinaire témoigne que les abattages de chevaux s'effectuent le plus souvent dans la souffrance, le pistolet d'abattage étant conçu pour immobiliser l'animal, et non pour l'empêcher de souffrir,. Certains chevaux sont saignés en pleine conscience, et même découpés alors qu'ils s'agitent et sont toujours conscients,. L'abattoir d'Alès a depuis cessé de prendre des chevaux.

### Acceptation du public et des professionnels
Une enquête réalisée en France en 2013 démontre que les professionnels du monde équestre sont 63 % à être favorables à l'abattage pour la valorisation des chevaux de trait, alors que les cavaliers amateurs ne le soutiennent qu'à 44 %. Seuls 34 % des professionnels et 17 % des amateurs sont favorables à l'abattage des chevaux réformés non reconvertis. Un sondage Ipsos-Reid de mai 2004 démontre que 64 % des Canadiens sont opposés à l'abattage de chevaux pour la consommation humaine. Selon un sondage de Public Opinion Strategies, 69 % des Américains y sont opposés. Le président de l'association vétérinaire équine française se prononçait officiellement en faveur de l'abattage des chevaux en septembre 2014. Cependant, cette position n'est pas commune à tous les vétérinaires.

### Position des pouvoirs publics
L'abattage des chevaux est néanmoins préconisé pour des raisons de « bien-être » par le ministère de l'agriculture en France, par les parlementaires de la région de Bruxelles-Capitale en Belgique et par certains organismes américains, arguant que cette « solution » permet d'éviter des abandons de chevaux et des actes de cruauté envers les animaux dépourvus de valeur économique. Ce débat renvoie à la vieille question éthique de la mort opposée à la souffrance : défendre l'abattage des chevaux pour leur bien-être revient finalement à supprimer le problème, à savoir le cheval lui-même. De plus, derrière ce débat, on retrouve souvent les intérêts économiques des bouchers chevalins.
En 2014 et 2015, ce débat éclate en France pour ce qui concerne la gestion de la fin de vie des chevaux. Le CGAAER, puis l'INRA publient des études qui concluent sur une nécessité de diminuer le recours à l'équarrissage des chevaux et d'augmenter les abattages pour la viande, la France étant un pays importateur de viande de cheval. Ce rapport qualifie la « dimension affective » liant le cavalier à sa monture de « frein » à l'abattage.

### Action des associations d'accueil et de placement d'équidés
Il existe des associations spécialisées dans la sauvegarde et le placement d'équidés destinés à l'abattoir, aussi bien en France qu'en Suisse (Le refuge de Darwyn) et en Belgique.

## Fraudes et escroqueries
L'existence de fraudes et d'escroqueries sur les abattages équins est connue. Elles impliquent différents organismes et des particuliers qui, sous couvert d'être des œuvres de charité et d'offrir une retraite heureuse aux chevaux, cherchent en réalité à se procurer gratuitement des animaux qu'ils revendent ensuite à l'abattoir, empochant le bénéfice correspondant au prix de la viande,,. Aux États-Unis, certains centres d'équitation thérapeutique peu scrupuleux euthanasient les chevaux trop vieux pour être montés ou les revendent à l'abattoir. L'escroquerie s'est développée avec la crise économique. Documentée depuis 2011 et soupçonnée au moins depuis le début de l'année 2013 en France, cette « fraude à la retraite » est publiquement révélée fin août, après la découverte d'une falsification sur des papiers d'identification d'équidés en Belgique, entraînant un risque sanitaire pour le consommateur. Elle met en relief d'importantes divergences d'opinion entre les différents acteurs du monde du cheval et les institutions d'élevage qui les représentent. La Fédération nationale du cheval s'est empressée de défendre la filière de la viande de cheval. En réaction, la France a durci la réglementation sur les abattages équins.